# Watt picco
Il watt picco (simbolo: Wp) è l'unità di misura (non riconosciuta dal SI) della potenza teorica massima producibile da un generatore elettrico o viceversa la potenza teorica massima assorbibile da un carico elettrico.

## Ambiti

### Audio
In ambito audio questo valore sta spesso ad indicare la potenza massima assorbibile da un diffusore acustico per un limitato periodo di tempo (spesso indicata nelle specifiche tecniche degli impianti dalla voce PMPO), e si contrappone alla potenza RMS che viene spesso considerata la potenza massima assorbibile dallo stesso dispositivo in modo indefinito nel tempo senza subire alcuna alterazione.

### Fotovoltaico
In ambito fotovoltaico, sulla base della normativa IEC 904-3 (1989), questo valore viene usato per indicare la potenza erogata da un modulo o da una cella fotovoltaica se sottoposti alle condizioni standard di:
- irraggiamento di 1,00 kW/m2
- temperatura di cella di 298,15 K (ovvero 25 °C)
- Sole fuori dall'atmosfera (in gergo tecnico AM0[1])